# جک کانرز (بازیکن فوتبال، زاده ۱۹۹۴)
جک کانرز (انگلیسی: Jack Connors؛ زادهٔ ۲۴ اکتبر ۱۹۹۴) بازیکن فوتبال اهل بریتانیا است.
از باشگاه‌هایی که در آن بازی کرده‌است می‌توان به باشگاه فوتبال فولام، باشگاه فوتبال بورم‌وود، باشگاه فوتبال دالیچ هملت، باشگاه فوتبال هندون، و باشگاه فوتبال داگنم و ردبریج اشاره کرد.
وی همچنین در تیم ملی فوتبال زیر ۲۱ سال جمهوری ایرلند بازی کرده‌است.